# Spowiedź (singel)
Spowiedź – trzeci singel po „A Ty, czego chcesz?” i „Miłość, trzeźwość i pokora” z płyty Antepenultimate Kasi Kowalskiej. Początek piosenki śpiewa córka Kasi Kowalskiej, Ola.
Do piosenki nagrano teledysk, którego premiera odbyła się 5 maja 2009 roku na oficjalnej stronie artystki. Telewizyjną premierę „Spowiedź” miała 24 maja 2009 w magazynie Dzień Dobry TVN, gdzie Kasia opowiadała, o czym jest teledysk i jaki jest jego cel.
„Wykorzystałam tę piosenkę, żeby pokazać, jak ważne jest to, żebyśmy bacznie obserwowali dzieci” – mówiła Kasia w programie.
Teledysk powstawał warszawskiej fabryce wódek „Koneser”.
Reżyserem teledysku jest Grzegorz Nowiński.

## Notowania
| Notowania                            | Najwyższa pozycja |
| ------------------------------------ | ----------------- |
| Lista Przebojów Marka Niedźwieckiego | 26                |
| LP3                                  | 41                |
| Radio Szczecin                       | 1                 |
| POPLista RMF FM                      | 1                 |
| Liga Hitów Radia Zet                 | 1                 |
| VIVA Polska PL TOP 10                | 1                 |